# Supercoppa qatariota (pallavolo maschile)
La Supercoppa qatariota è trofeo nazionale qatarioto, organizzato dalla Federazione pallavolistica del Qatar.
Si affrontano i club che hanno vinto la Qatar Volleyball League e la Coppa dell'Emiro.

## Albo d'oro
| Edizione      | Edizione    | Podio     | Podio     | Podio     |
| Anno          | Sede Finale | Campione  | Risultato | Finalista |
| ------------- | ----------- | --------- | --------- | --------- |
| 2014 Dettagli | Doha        | Al-Arabi  | 3 - 1     | Al-Rayyan |
| 2015 Dettagli | Doha        | Al-Arabi  | 3 - 1     | Al-Rayyan |
| 2016 Dettagli | Doha        | Al-Arabi  | 3 - 0     | Al-Rayyan |
| 2017 Dettagli | Doha        | Al-Rayyan | 3 - 1     | Police    |

## Palmarès
| Squadre   | Titoli | Stagioni         |
| --------- | ------ | ---------------- |
| Al-Arabi  | 3      | 2014, 2015, 2016 |
| Al-Rayyan | 1      | 2017             |